# Gottfried Posselt
Gottfried Posselt (* 11. September 1749 in Teningen; † 23. März 1807 in Bretten) war ein seit 1775 im badischen Staatsdienst stehender Jurist und Amtsvorstand, vergleichbar mit einem heutigen Landrat.

## Familie
Gottfried Posselt war der Sohn des evangelischen Kirchenrats Gottfried Posselt (* 2. August 1721 in Durlach; † 31. Juli 1804 in Bretten) und der Maria geborene Brendel (; † 5. Oktober 1793 in Pforzheim). Er heiratete am 15. August 1788 Salome Barbara geborene Hemberger (* 16. Juni 1755 in Pforzheim; † 11. August 1800 in Münzesheim), Tochter des Johann Heinrich Hemberger, Ratsverwalter, Stadtbaumeister und Kaufmann in Pforzheim, und der Margaretha geborene Seufert. In zweiter Ehe heiratete er am 18. Januar 1801 Wilhelmine geborene Böckmann (* 1774; † 25. Mai 1804 in Bretten), Tochter des Johann Böckmann, Geheimer Hofrat in Karlsruhe, und der Margarethe geborene Eikert. Aus erster Ehe entstammen drei Kinder: Henriette († als Kind), Henriette Johanna (* 13. Juli 1790 in Pforzheim; † 7. Februar 1856 in Durlach) und Christina (* 12. Juni 1792 in Pforzheim; † 30. August 1810 in Durlach).

## Leben
Nach dem Studium der Rechtswissenschaften wurde Gottfried Posselt im Mai 1775 Hofgerichtsadvokat und 1777 Advocatus extraordinarii in Pforzheim. 1783 wurde er zweiter Assessor beim Oberamt Pforzheim und dort am 23. Juli 1786 erster Assessor. Zum 23. Juni 1794 wurde er Amtmann, Gefällverwalter und Amtsschreiber bei den Ämtern Münzesheim und Helmsheim. Zum 23. Oktober 1803 wurde er Amtmann beim Bezirksamt Bretten und am 23. März 1807 starb er dort.